# Trygodes desolata
Trygodes desolata är en fjärilsart som beskrevs av Louis Beethoven Prout 1917. Trygodes desolata ingår i släktet Trygodes och familjen mätare. Inga underarter finns listade i Catalogue of Life.